# Qezeljeh-ye Sādāt
Qezeljeh-ye Sādāt (persiska: قزلجه سادات, قِزِلجِه) är en ort i Iran.   Den ligger i provinsen Östazarbaijan, i den nordvästra delen av landet, 400 km nordväst om huvudstaden Teheran. Qezeljeh-ye Sādāt ligger 1 784 meter över havet och antalet invånare är 245.
Terrängen runt Qezeljeh-ye Sādāt är kuperad åt nordost, men åt sydväst är den platt.Runt Qezeljeh-ye Sādāt är det ganska tätbefolkat, med 60 invånare per kvadratkilometer. Närmaste större samhälle är Mehrabān, 14,9 km väster om Qezeljeh-ye Sādāt. Trakten runt Qezeljeh-ye Sādāt består i huvudsak av gräsmarker.